# Princaxelia magna
Princaxelia magna is een vlokreeftensoort uit de familie van de Pardaliscidae. De wetenschappelijke naam van de soort is voor het eerst geldig gepubliceerd in 1977 door Kamenskaya.